# Task Force 77

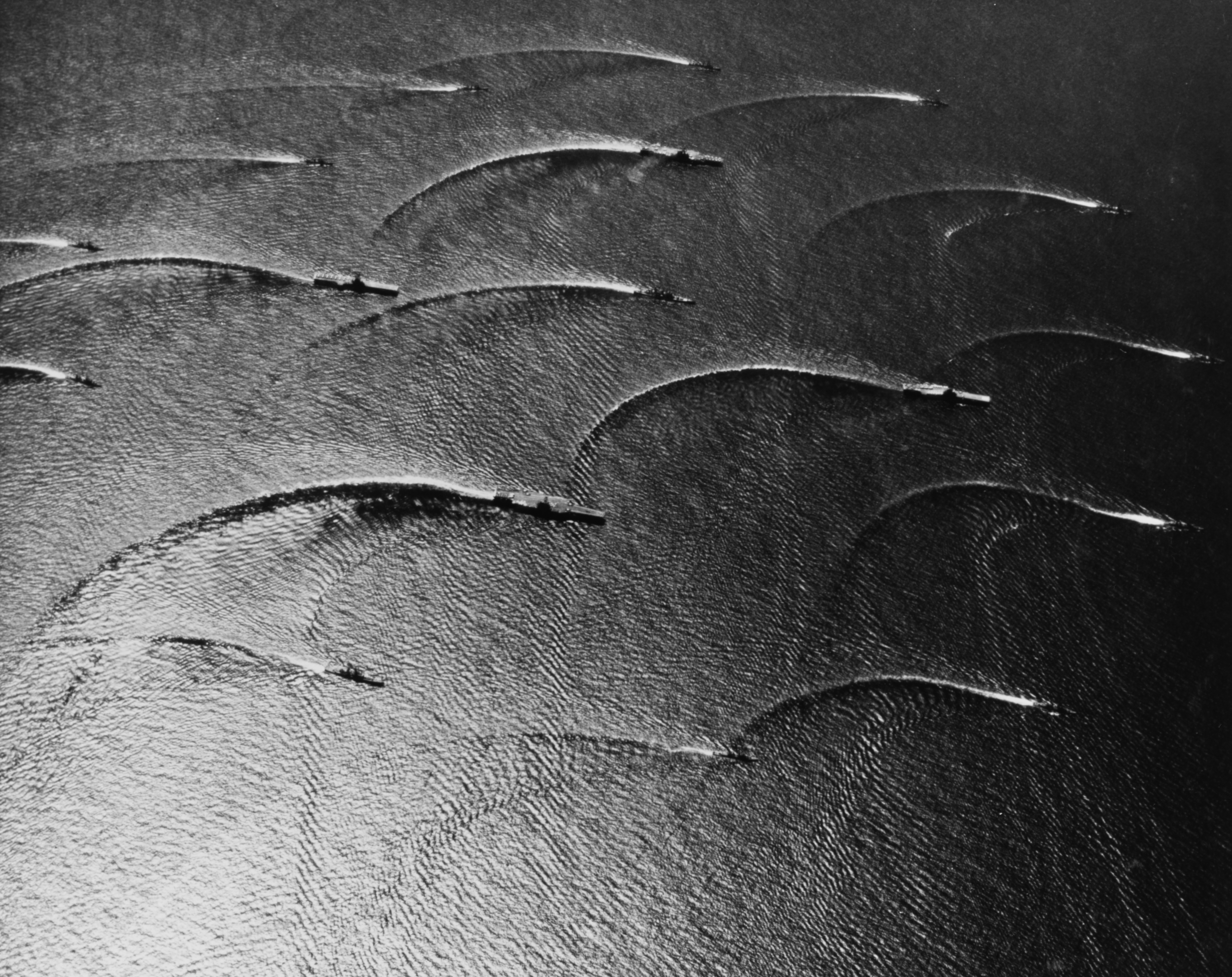
Task Force 77 (1965)

Pendant des décennies, la Task Force 77 est la force de frappe des porte-avions de la Septième flotte de l'United States Navy (USN), une désignation qui dure de la dernière année de la Seconde Guerre mondiale jusqu'à la dissolution de la Task Force en 2000.

## Histoire

### Seconde Guerre mondiale
La Task Force 77 constitue la principale force de frappe de la Septième flotte, la principale force navale de la South West Pacific Area. Le Task Group 77.2, par exemple, soutient les débarquements lors de la bataille de Biak, sur la côte nord de la Nouvelle-Guinée, et est commandé par le contre-amiral Jesse B. Oldendorf.
En septembre 1944, l'USS Pennsylvania se rend à Seeadler Harbor sur Manus dans les îles de l'Amirauté pour des réparations. Le 28 septembre, il y arrive et entre dans une cale sèche flottante le 1er octobre pour une semaine de réparations. Le Pennsylvania part le 12 octobre en compagnie des cuirassés Mississippi, Tennessee, California, Maryland, et West Virginia, restant sous le commandement du contre-amiral Jesse Oldendorf. Ces navires, désignés sous le nom de Task Group 77.2, forment le groupe d'appui-feu pour les opérations à venir aux Philippines. Ils arrivent au large de Leyte le 18 octobre et prennent des positions de bombardement ; au cours des quatre jours suivants, ils couvrent les équipes de démolition sous-marine, les opérations de reconnaissance des plages et les dragueurs de mines qui ouvrent la voie à la force de débarquement.
Le Task Group 77.4 est au centre de la bataille au large de Samar en 1944, dans le cadre de la bataille du golfe de Leyte.

### Guerre de Corée
Pendant la guerre de Corée, la Task Force 77 effectue un certain nombre de déploiements de combat, où elle fournit un soutien aérien et effectue des missions d'interdiction dans le cadre des forces de l'ONU. La Task Force 77 dispose de stations de porte-avions en mer du Japon (East Coast Task Force) et en mer Jaune (West Coast Task Force, désignée Task Force 95), cette dernière étant composée de porte-avions de la Royal Navy (RN), de la Royal Australian Navy (RAN) et de porte-avions d'escorte de l'USN en raison de sa proximité avec la République populaire de Chine. 17 porte-avions de l'USN, un de la RAN et cinq de la RN participent aux opérations de porte-avions des Nations unies à un moment ou à un autre de la guerre de Corée. Pendant la guerre de Corée, le contre-amiral G.R. Henderson, USN, commande la cinquième division de porte-avions (CARDIV FIVE) et sert en tant que commandant de la force opérationnelle 70 (CTF 70) et commandant de la force opérationnelle 77 (CTF-77) à bord du Princeton. Les commandants suivants de la CARDIV FIVE font des allers-retours entre Yokosuka, au Japon, et le théâtre coréen, servant en tant que CTF 70 ou CTF 77 à plusieurs reprises.

### Guerre froide (pré-Viêt Nam)
Entre les conflits, la Task Force 77 se tient prête à soutenir les opérations françaises pendant le bataille de Diên Biên Phu en 1954, et au large de Formose (aujourd'hui Taïwan) pendant les différentes crises de Quemoy-Matsu. Elle mène également des opérations limitées au-dessus du Laos en 1961, 1962 et 1964 avant l'engagement des forces de combat américaines dans la guerre du Viêt Nam. Avant la guerre du Viêt Nam, le COMCARDIV FIVE se déplace entre plusieurs ports du Pacifique et utilise comme navire amiral les porte-avions de la flotte du Pacifique de la côte ouest des États-Unis.

### Guerre du Viêt Nam
Pendant la guerre du Viêt Nam, douze commandants différents dirigent le CARDIV FIVE et la CTF 77 lors de nombreux déploiements de combat dans la zone de guerre du Viêt Nam. À partir de 1964, le COMCARDIV FIVE est déployé de façon permanente dans le Pacifique occidental et reçoit la double casquette CTF 70/CTF 77, basée à la Naval Air Station Cubi Point (en) aux Philippines. Pendant la guerre du Viêt Nam, la Task Force 77 mène des opérations de frappe à partir du golfe du Tonkin et de la mer de Chine méridionale pendant neuf ans, de 1964 à 1973. 21 des 23 porte-avions opérationnels de la marine effectuent au moins une croisière avec la Task Force et servent plus de 9 100 jours sur la ligne. Le surnom de Tonkin Gulf Yacht Club (en) est associé aux opérations des porte-avions américains au large du Viêt Nam. Des frappes aériennes Rolling Thunder, des missions de reconnaissance armée et de reconnaissance photographique sont menées contre des cibles sélectionnées et des lignes de communication au Nord-Vietnam, tandis que des procédures opérationnelles sont élaborées par les unités opérationnelles, la 7th Air Force et la Carrier Task Force 77, permettant une coordination complète de toutes les opérations aériennes dans le cadre de l'opération Rolling Thunder.
Lorsque la marine américaine s'engage dans des combats intenses en Asie du Sud-Est entre 1965 et 1968, une chaîne de commandement se met en place, qui reflète le caractère complexe de la guerre. En théorie, le commandant en chef du Pacifique est le commandant de toutes les forces américaines en Asie, y compris celles affectées au commandement de l'assistance militaire américaine au Viêt Nam (COMUSMACV). La flotte américaine du Pacifique est la composante navale du commandement du Pacifique et, à ce titre, dirige les activités de la marine dans cet océan. Le commandant en chef de la flotte américaine du Pacifique (CINCPACFLT) est le commandant de la septième flotte américaine, qui mène les opérations navales en Asie du Sud-Est, principalement à l'extérieur du Sud-Vietnam. La Task Force 77 (Attack Carrier Striking Force) de la flotte met sur pied, depuis la mer de Chine méridionale, la campagne d'interdiction aérienne au Laos et au Nord-Vietnam, tandis que les unités de croiseurs et de destroyers de la Septième Flotte chassent les engins logistiques de l'ennemi le long de la côte nord-vietnamienne, bombardent des cibles à terre et fournissent un appui en canon naval aux forces alliées au Sud-Vietnam.
Depuis la mer de Chine méridionale, ' Attack Carrier Strike Force de la septième flotte participe aux opérations Rolling Thunder et Blue Tree au Nord-Vietnam, aux bombardements Barrel Roll (en), Steel Tiger (en) et Tiger Hound (en) et aux efforts de reconnaissance Yankee Team au Laos, ainsi qu'à la mission d'appui au sol au Sud-Vietnam. À l'exception des années 1965 et 1966, lorsque le porte-avions soutenant les opérations dans le Sud navigue à Dixie Station (en), la force opérationnelle du porte-avions est déployée à Yankee Station (en) (après avril 1966 à 17°30'N 108°30'E). En général, avant août 1966, deux ou trois porte-avions opèrent dans la Task Force 77, et après cette date, le nombre est souvent de trois ou quatre. Pendant l'offensive de Pâques 1972, cinq et six porte-avions opèrent au sein de la Task Force 77. Sur chaque navire, une escadre aérienne de porte-avions contrôle 70 à 100 avions, généralement regroupés en deux escadrons de chasse et trois escadrons d'attaque, un escadron d'attaque de reconnaissance, un escadron d'alerte avancée aéroportée et des détachements plus petits. Ce nombre dépend toutefois de la taille et de la classe des porte-avions, qui vont des navires à grand pont de 65 000 tonnes Forrestal et 70 000 tonnes Kitty Hawk et Enterprise, aux navires modifiés de 27 000 tonnes datant de la Seconde Guerre mondiale Essex,.

### Guerre froide (post-Viêt Nam)
Après le Viêt Nam, la Carrier Division Five devient le Carrier Group Five (CARGRU FIVE) le 30 juin 1973 et la CTF 77 reprend ses fonctions de dissuasion de la guerre froide en tant que commandant de la Carrier Strike Force 7th Fleet dans le Pacifique occidental, avec plusieurs casquettes : Commander, Carrier Group FIVE (COMCARGRU FIVE) et Commander, Task Force 70 (CTF 70), cette dernière force opérationnelle étant également connue sous le nom de Battle Force 7th Fleet. Le COMCARGRU FIVE est basé à Cubi Point (en), aux Philippines. À ce titre, la CTF 77 alterne les embarquements en tant qu'état-major à bord du Midway, le porte-avions stationné au Japon depuis octobre 1973 dans le cadre de la Forward Deployed Naval Force (FDNF), et les rotations des porte-avions de la flotte du Pacifique depuis NAS North Island et NAS Alameda, en Californie, déployés dans le Pacifique occidental.
À partir de la fin de l'année 1979, la CTF 77 se concentre également sur la présence de porte-avions sur la Gonzo Station (en) dans l'océan Indien et dans le golfe d'Oman, au large de l'Iran, à la suite de la révolution iranienne et de la crise des otages qui s'ensuit, impliquant la détention du personnel de l'ambassade américaine à Téhéran, de novembre 1979 à janvier 1981. Avec la libération des otages américains en 1981, la présence des porte-avions au large de la station Gonzo a diminué et la CTF 77/CCG-5/CTF 70 revient à sa posture de dissuasion, principalement en ce qui concerne les opérations de la marine soviétique dans le Pacifique occidental. La CTF 77/CCG-5/CTF 70 opère deux et trois groupements tactiques de porte-avions depuis le nord de la mer d'Arabie jusqu'au nord de la mer du Japon et au nord de l'océan Pacifique.

### Première Guerre du Golfer (Opérations Bouclier du désert / Tempête du désert)
Le 2 août 1990, l'Irak envahit le Koweït voisin et les forces militaires américaines pénètrent en Arabie Saoudite dans le cadre de l'opération Bouclier du désert afin de protéger ce pays contre l'invasion de l'Irak. Le 1er novembre 1990, la CTF 77, embarquée à bord de l'USS Midway, assume les fonctions du porte-avions multiple Battle Force Zulu stationné dans le nord de la mer d'Arabie. Le 15 novembre, la CTF 77 supervise l'opération Imminent Thunder, un exercice de débarquement amphibie combiné de huit jours dans le nord-est de l'Arabie Saoudite, auquel participent un millier de Marines américains, seize navires de guerre et plus de 1 100 avions. Entre-temps, les Nations unies ont fixé un ultimatum au 15 janvier 1991 pour le retrait de l'Irak du Koweït.
L'opération Tempête du désert commence le lendemain, la marine américaine lançant 228 sorties d'avions de combat depuis Midway et Ranger dans le golfe Persique, depuis Theodore Roosevelt en route vers le golfe, et depuis John F. Kennedy, Saratoga, et America en mer Rouge. En outre, la marine a lancé plus de 100 missiles Tomahawk à partir de neuf navires en mer Méditerranée, en mer Rouge et dans le golfe Persique. L'opération Tempête du désert a officiellement pris fin le 27 février, et le Midway a quitté le golfe Persique le 11 mars 1991, débarquant la CTF 77 aux Philippines alors qu'il retournait à Yokosuka, au Japon.

## Démantèlement
Au milieu de l'année 2000, la CTF 77 est dissoute en tant que force opérationnelle de la 7e flotte et ses responsabilités sont fusionnées avec celles de la CTF 70, le commandant de la force de combat de la 7e flotte américaine. Le commandant de la Task Force 70 conserve la double casquette de commandant du Carrier Strike Group 5 (en). L'état-major de la Task Force/CSG se trouve dans la base navale de Yokosuka, au Japon, lorsqu'il n'est pas embarqué à bord du porte-avions qui y est également basé, actuellement Ronald Reagan,.